# Corynoptera latistylata
Corynoptera latistylata är en tvåvingeart som först beskrevs av Hardy 1956.  Corynoptera latistylata ingår i släktet Corynoptera och familjen sorgmyggor. Inga underarter finns listade i Catalogue of Life.